# Vereeniging voor Vrouwenkiesrecht
La Vereeniging voor Vrouwenkiesrecht (Organización para el Sufragio Femenino) fue una organización en defensa del derecho al voto de las mujeres activa en los Países Bajos desde 1894 hasta 1919. Surgió de Vrije Vrouwenvereeniging (Asociación de Mujeres Libres, o VVV), una asociación fundada en 1889 para la defensa de la emancipación de la mujer que inicialmente tenía otras prioridades como el derecho al trabajo de las mujeres, la igualdad de derechos entre madres solteras y madres casadas, etc. Fue la organización más importante en el movimiento de sufragio femenino en los Países Bajos. La Vereeniging cambió su nombre en 1919 y se fusionó con otra asociación en 1930 y nuevamente en 1949 y todavía existe en la actualidad. 
La Vereeniging tuvo una audiencia con la reina holandesa Guillermina y escribió cartas a los miembros del parlamento holandés. En 1907, algunos miembros de Vereeniging fundaron su propia asociación, la Nederlandsche Bond voor Vrouwenkiesrecht  (Liga holandesa para el sufragio femenino), que era más moderada. Esto se hizo en parte por la desaprobación de las medidas más extremas que usaban las sufragistas inglesas, medidas que no fueron utilizadas por las Vereeniging pero que tampoco fueron condenadas por ellas. Las dos asociaciones se fusionarían nuevamente en 1930. 
Después de que se lograra el sufragio femenino en 1919, la Vereeniging cambió su nombre a Vereniging van Staatsburgeressen (Asociación de Ciudadanos) y siguió luchando para que las mujeres fueran independientes, aunque el papel de la mujer dentro de la familia todavía era importante para la asociación. También se involucró en la lucha para que las mujeres estuvieran en los altos cargos de las organizaciones. En 1930, la asociación se fusionó con la Nederlandsche Unie voor Vrouwenbelangen (Unión Holandesa para los Intereses de las Mujeres) y se convirtió en Nederlandse Vereniging voor Vrouwenbelangen en Gelijk Staatsburgerschap (Asociación Holandesa para los Intereses de las Mujeres e Igualdad de Ciudadanía) y en 1949 se fusionó con la Nationale Vereniging voor Vrouwen (Vrouwen vrouwen Asociación Nacional para el Trabajo de la Mujer) y se convirtió en el Nederlandse Vereniging voor Vrouwenbelangen, Vrouwenarbeid en Gelijk Staatsburgerschap (Asociación Holandesa para los Intereses de las Mujeres, el Trabajo de las Mujeres y la Igualdad de Ciudadanía). Esta fusión todavía existe hoy. 
La asociación publicó una revista mensual llamada 'Maandblad van de Vereeniging voor Vrouwenkiesrecht', después de 1919 llamada 'Maandblad van de Nederlandsche Vereeniging van Staatsburgeressen' y después de 1930 llamada 'Maandblad van de Nederlandsche Vereeniging voor Vrouwenbelangen en Gelijk Staatsburgerschap'. 

## Presidentas
La asociación tenía una administración principal compuesta por 9, 11 o 13 miembros y una administración cotidiana compuesta por una presidenta, una vicepresidenta, un secretaria y una tesorera, que rara vez se reunían en persona, pero generalmente conversaban por escrito. Se permitía la presencia de hombres en la administración principal pero no en la gestión diaria. 
Las primeras presidentas de Vereeniging fueron: 
- 1894–1902: Annette Versluys-Poelman
- 1903-1919: Aletta Jacobs

Otros miembros de la junta fueron, entre otras, Wilhelmina Drucker y Mien van Itallie-van Embden. 